# Комилбек, Амид Ёрбек
Комилбек Амид Ёрбек (Комилбеков Амид Ёрбекович; род. 8 августа 1985 г., Шугнанский район Горно-Бадахшанской автономной области) — ректор Хорогского государственного университета имени М. Назаршоева (с июля 2022 года), доктор политических наук, доцент.

## Биография
В 2009 году окончил Хорогский государственный университет им. М.Назаршоева.
Аспирант Таджикский национальный университет (2010—2013 гг.)
В 2014 году защитил кандидатскую диссертацию «Политическое управление в современном политическом процессе» (на материалах Республики Таджикистан).
Докторант кафедры политологии и связи с общественностью Академии государственного управления при Президенте Республики Таджикистан 2017—2022 гг.
В 2023 году защитил докторскую диссертацию на тему «Система политического управления: теоретико-методологические и практические аспекты в условиях Таджикистана»

## Трудовая деятельность
Ассистент кафедры всеобщей истории Хорогского государственного университета им. М.Назаршоева (2009—2011);
Преподаватель-стажер кафедры педагогики высшего образования и гуманитарных наук, Технологического университета Таджикистана (2011—2012);
Старший преподаватель кафедры гуманитарных наук и развития личности Технологического университета Таджикистана (2014—2016);
Заведующий кафедрой международных отношений и политических процессов Института государственного управления при Президенте Республики Таджикистан (2016—2019);
Заведующий кафедрой дипломатии и международных отношений Института государственного управления при Президенте Республики Таджикистан (2019—2020);
Декан факультета дистанционного обучения и второго высшего профессионального образования Академии государственного управления при Президенте Республики Таджикистан (апрель-август 2020);
Проректор по науке и инновациям Академии государственного управления при Президенте Республики Таджикистан (2020—2022);
Является автором 3-х монографий, 38-ми научных статей, учебника для ВУЗов, учебных пособий и программ.

## Монография
- Комилбек, А. Ё. Политическое управление в современном политическом процессе: [Текст] / А. Ё. Комилбеков. — Душанбе, 2019. — 176 с.
- Комилбек, А. Ё. Низоми идоракунии сиёсӣ дар Тоҷикистон: таҳлили назариявӣ-амалӣ [Матн] / А. Ё. Комилбек. — Душанбе, 2022. — 187 с.
- Комилбек, А. Ё. Асосҳои таҳлили сиёсати давлатӣ [Матн] / О. Бобоев, А. Ё. Комилбек. — Душанбе, — 2022. — 309 с.
- Комилбеков А. Ё. Таърихи муносибатҳои байналмилалӣ/ Сайнаков С. П., А. Ё. Комилбеков, Н.Ҳ. Воҳидов // Китоби дарсӣ барои донишҷӯёни мактабҳои олӣ. — Душанбе, 2020. — 650 с.

## Научные статьи
- Комилбек, А.Ё. Нақши “Стратегияи миллии рушд барои давраи то соли 2030” дар таҳкими низоми идоракунии давлатии Ҷумҳурии Тоҷикистон [Матн] / А.Ё. Комилбек // Паёми Донишгоҳи миллии Тоҷикистон. Бахши илмҳои иҷтимоӣ-иқтисодӣ ва ҷамъиятӣ. 2020. – №6.  – С. 324-328; ISSN 2413-5151.
- Комилбек, А.Ё. Ҳамкории мутақобилаи давлат бо бахши хусусӣ дар низоми идоракунии сиёсии муосир [Матн] / А.Ё. Комилбек // Паёми Донишгоҳи миллии Тоҷикистон. Бахши илмҳои иҷтимоӣ-иқтисодӣ ва ҷамъиятӣ. 2020. – №10. Қисми 1. – С. 287-292. ISSN 2413-5151.
- Комилбек, А.Ё. Ҳолат ва дурнамои пешрафти ҷавонон дар хизмати давлатии Ҷумҳурии Тоҷикистон [Матн] / А.Ё. Комилбек // Паёми Донишгоҳи миллии Тоҷикистон. Бахши илмҳои иҷтимоӣ-иқтисодӣ ва ҷамъиятӣ. 2020. – №8.  – С. 349-354. ISSN 2413-5151.
- Комилбек, А.Ё. Эволюция идей об политическом управлении в истории социально-политической мысли [Текст] / А.Ё. Комилбек // Идоракунии давлатӣ. – 2020. - № 4 /1(48), – С. 167-177. ISSN 2664-0651(Print), ISSN 2664-0651.
- Комилбек, А.Ё. Самаранокии ҳукумати электиронӣ дар низоми идоракунии давлатӣ [Матн] / А.Ё. Комилбек, А.С. Умарзода // Идоракунии давлатӣ. – 2020. - № 4 /2(49), – С. 236-242. ISSN 2664-0651(Print), ISSN 2664-0651.
- Комилбек, А.Ё. Зинаҳои сиёсӣ-фарҳангии инкишофи давлатдории миллати тоҷик (аз ибтидои солҳои 20-уми асри XX то имрӯз) [Матн] / А.Ё. Комилбек, М.З. Қобилов // Паёми Донишгоҳи миллии Тоҷикистон. Бахши илмҳои иҷтимоӣ-иқтисодӣ ва ҷамъиятӣ. 2019. - №3. Қисми I – С. 261-265. ISSN 2413-5151.
- Комилбек, А.Ё. Лоббизм дар низоми идоракунии сиёсӣ: мазмун модел ва воситаҳои амалисозӣ [Матн] / А.Ё. Комилбек, М.А. Мӯминов // Идоракунии давлатӣ. – 2021. - №2 (51), – С. 238-247. ISSN 2664-0651(Print), ISSN 2664-0651.
- Комилбек, А.Ё. Идоракунии сиёсӣ: мафҳум ва моҳияти он [Матн] / А.Ё. Комилбек // Паёми Донишгоҳи миллии Тоҷикистон. Бахши илмҳои иҷтимоӣ-иқтисодӣ ва ҷамъиятӣ. 2019. – №1. – С.268-272. ISSN 2413-5151.
- Комилбек, А.Ё. Низоми сиёсии Ҷумҳурии Тоҷикистон ва нақши Эмомалӣ Раҳмон дар ташаккул ва инкишофи он [Матн] / А.Ё. Комилбек // Ахбори Институти фалсафа, сиёсатшиносӣ ва ҳуқуқи ба номи А. Баҳоваддинови Академияи илмҳои Ҷумҳурии Тоҷикистон, 2016. - № 2,  - С. 84-88.
- Комилбек, А.Ё. Механизм политического управления в условиях становления правого государства [Текст] / А.Ё. Комилбек // Вестник ТНУ, Серия гуманитарных наук. – Душанбе. 2014. №3/7 (148). –С. 191-195.
- Комилбек, А.Ё. Некоторые теоретические вопросы проблемы политического управления. [Текст] / А.Ё. Комилбек // Известия АН РТ, Отделение общественных наук. – Душанбе. 2013. -№1. – С. 133-138.
- Комилбек, А.Ё. Особенности политического управления [Текст] / А.Ё. Комилбек // Вестник, ТНУ, Серия гуманитарных наук, – Душанбе. 2012. №3/5 (93). – С. 97-100.
- Комилбек, А.Ё. Институционализация лидерства в Таджикистане: теоретико-прикладные аспекты [Матн] / А.Ё. Комилбек, М.У. Хидирзода // Государственое управление. – 2019. - №2 (42), – С. 50-56. ISSN 2664-0651.
- Комилбек, А. Ё. Менеҷменти нави давлатӣ ҳамчун консепсияи муосири идоракунии давлатӣ [Матн] / А. Ё. Комилбек, К. Қ. Назриев // Идоракунии давлатӣ. — 2019. -№ 4 (44), — С. 53-56. ISSN 2664-0651.
- Комилбек, А.Ё. Таъсири воситаҳои ахбори омма ба равандҳои сиёсӣ: таҳлили назариявӣ [Матн] / А.Ё. Комилбек, З.Ғ. Броимшоева // Идоракунии давлатӣ. – 2021. - №4/2(54), – С.279-284. ISSN 2664-0651(Print), ISSN 2664-0651.
- Комилбек, А. Ё. Истиқлолияти энергетикӣ ва роҳҳои ба даст овардани он дар Тоҷикистон [Матн] / А. Ё. Комилбек, А. Ш. Акрамов // Паёми Донишгоҳи миллии Тоҷикистон. Бахши илмҳои иҷтимоӣ-иқтисодӣ ва ҷамъиятӣ.2019. — № 9. — С. 300—304. ISSN 2413-5151.
- Комилбек, А.Ё. Экономическая дипломатия - инструмент реализации стратегических целей Республики Таджикистан (выход из транспортного тупика, политический анализ) [Матн] / А.Ё. Комилбек, Б.Б. Зулфонов // Вестник Таджикского нациоанльнаго университета. Серия социально-экономических и общественных наук. 2021. – №7. – С. 256-262. ISSN 2413-5151.
- Комилбек, А.Ё. Баъзе масъалаҳои зуҳур ва сатҳи рушди ташкилоти сиёсӣ дар Америка (то давраи Колумб) [Матн] /С. П. Сайнаков, А. Ё Комилбек // Идоракунии давлатӣ. – 2020. - №3 (47), – С. 229-234. ISSN 2664-0651.
- Комилбек, А.Ё. Бозии бузург: рақобати геополитикии Британия ва Россия дар Осиёи Миёна ва таъсири он ба тақдири тоҷикон [Матн] /  С.П. Сайнаков, А. Ё. Комилбек // Идоракунии давлатӣ. – 2021. - №4/1(53), – С. 179-188. ISSN 2664-0651(Print), ISSN 2664-0651.